# Occitanien
Denna artikel behandlar den kulturgeografiska regionen Occitanien. För övriga betydelser, se Occitanien (olika betydelser).

Den occitanska flaggan; en inofficiell flagga som används av den occitanska rörelsen

Karta över Occitanien, eller det område där occitanska språk talas, markerad i rosa.

Occitanien (occitanska: Occitània) syftar på det land där occitanska talas. Namnet på området och språket började användas i latinska texter från 1290-talet och tidigt 1300-tal. Dess etymologi härleds från namnet Lenga d'òc, som i dess italienska form, Lingua d'òc, användes av Dante under sent 1200-tal. Både ”Occitanien” och ”Lenga d'òc” kommer från det occitanska ordet för ”ja”, òc (som i sin tur kommer från latinets hoc 'detta', 'det här', använt elliptiskt för hoc est eller liknande, ungefär 'så är det').
Även om namnet Occitanien (Occitanie) förekommer första gången 1732 i en samling lagar av Ancien régime, blir det vanligt först vid mitten av nittonhundratalet. Under mellankrigstiden grundades en école félibréenne (d.v.s en skola som använder den mistralska normen), Escòla Occitana grundades 1919 i Languedoc toulousain. Societat d'estudis occitans skapad 1930. Dessa initiativ (och även andra) är fortfarande lierade till sin litterära förening, Félibriges, i vars stadgar från 1911 även nämns Occitanien.

## Geografi
Occitanien sträcker sig över områden i Frankrike, Spanien och Italien.
- Frankrike: Provence, Drôme-Ardèche, Auvergne, Limousin, Aquitaine, Gascogne och Languedoc.
- Italien: de occitanska dalarna i italienska Alperna i regionerna Piemonte, Ligurien och Kalabrien; occitanska språket fick juridisk status 1999 där.
- Spanien: Val d'Aran, Pyreneerna och Katalonien, där occitanska har varit officiellt språk sedan 1987.

## Språk
Det occitanska språket eller språkgruppen, även kallad Lenga d'òc eller Langue d'oc, tillhör de galloromanska språken tillsammans med bland annat franskan. Språkets närmaste släkting är katalanskan, som det delar historiska och kulturella band med. Språket finns i huvudsak i sex varieteter; standardoccitanskan är en syntes av dessa.
Occitanska talas i någon mån av en tredjedel av fransmännen i de sydliga provinserna Languedoc, Provence, Limousin, Auvergne, Dauphiné and Gascogne. Av ungefär 14 miljoner invånare i den occitanska regionen uppskattas ungefär 3 miljoner tala språket och 6 miljoner ha en delvis förståelse. Det finns svårigheter att bedöma antalet talare, eftersom flera av språken i området smält in i varandra, liksom dialekterna.
Antalet människor som hade occitanska som modersmål var 2012 110 000 i Frankrike och totalt i världen 218 000.

## Historia
Skrivna texter på occitanska finns bevarade från 800-talet, och användes till texter i juridik, skönlitteratur, vetenskap och religion.
När Gallia Narbonensis delades under 400-talet, skildes Provence från Septimania, och sedan dess har Occitanien aldrig varit statsmässigt eller organisatoriskt enat. Från 800-talet till 1200-talet slogs hertigar och furstar om landet, och gränserna flyttades många gånger.
Under 1200-talet växte det fram en trubadurdiktning i Occitanien; den occitanska litteraturen upplevde en blomstring och dess alster spreds och blev stilbildande vid hoven i hela Europa. Med den occitanske Nobelpristagaren i litteratur, Frédéric Mistral, fick språket och kulturen en renässans på 1900-talet.
Under slutet av 1200-talet försvinner dock orden Occitanien och langue d'oc från källorna. Med nationaliseringsförsök har språket ibland varit förbjudet i officiella sammanhang och i skolor.

## Det occitanska medvetandet
Det finns omkring 14 eller 15 miljoner invånare i Occitanien. Enligt folkräkningen 1999 har 610 000 occitanska som första språk, och några miljoner ytterligare talar språket. Det är framför allt äldre generationer som talar språket.
Sedan 1900-talet finns politiska rörelser som verkar för enande av Occitanien, men i allmänna val är gruppen försvinnande liten.

## Galleri

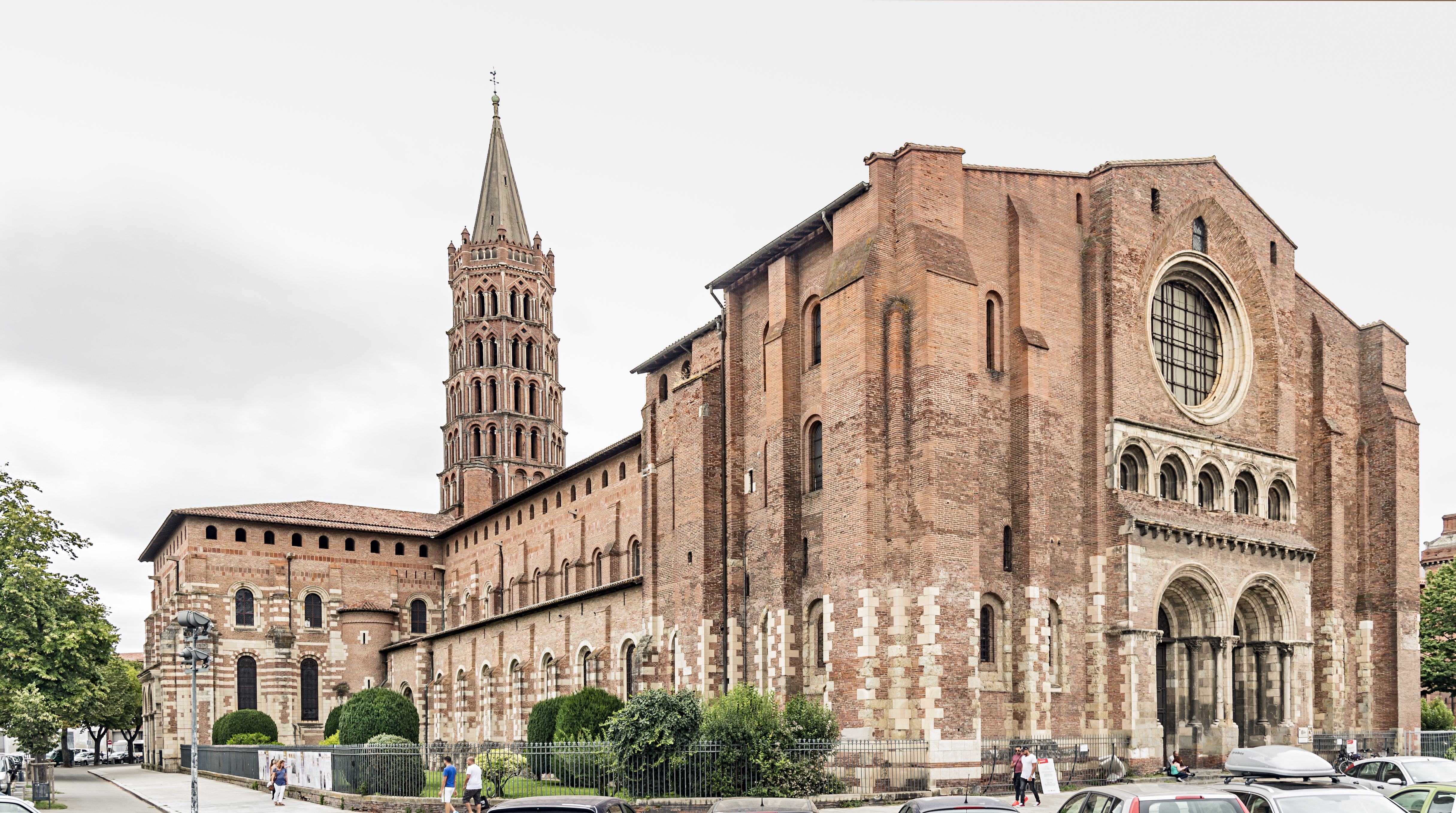
Saint-Sernin, det största romanska kyrkan I Europa.
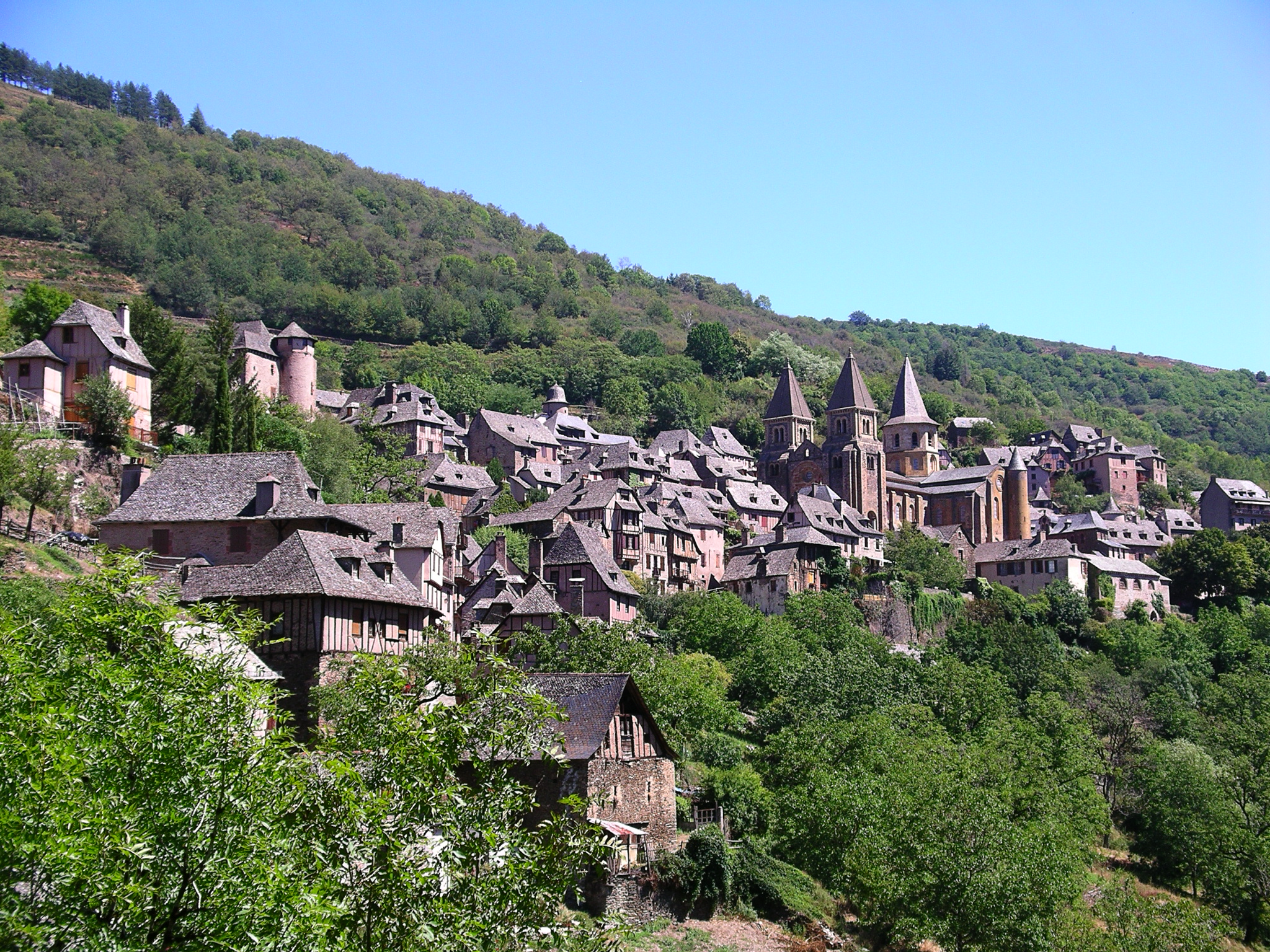
Vy över den lilla byn Conques.
Vy över bron Pont Vieux, i Albi. Bron används fortfarande ett millennium efter att den uppfördes.
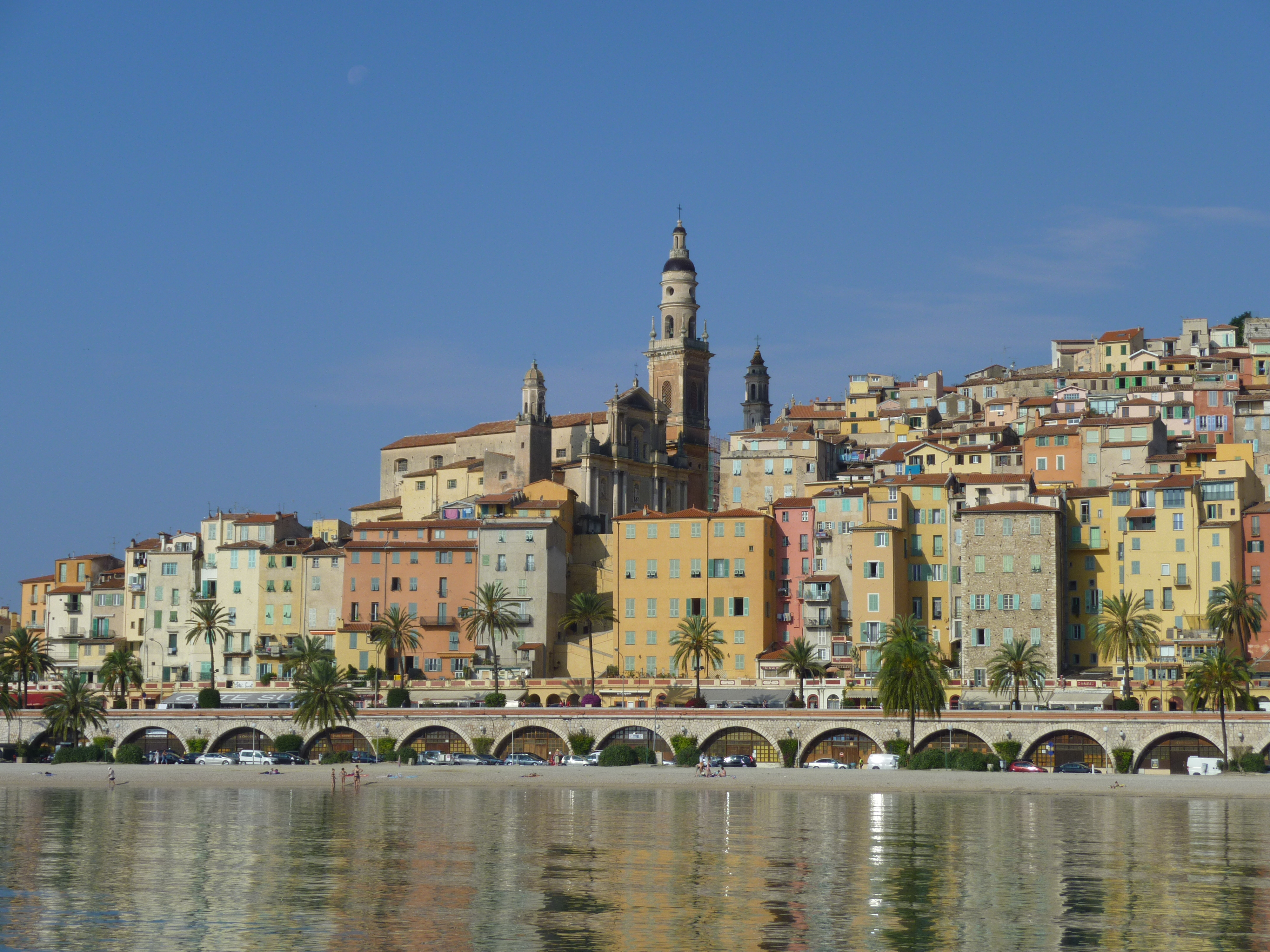
Vy över gamla stan I Menton, en kuststad belägen på den franska rivieran.
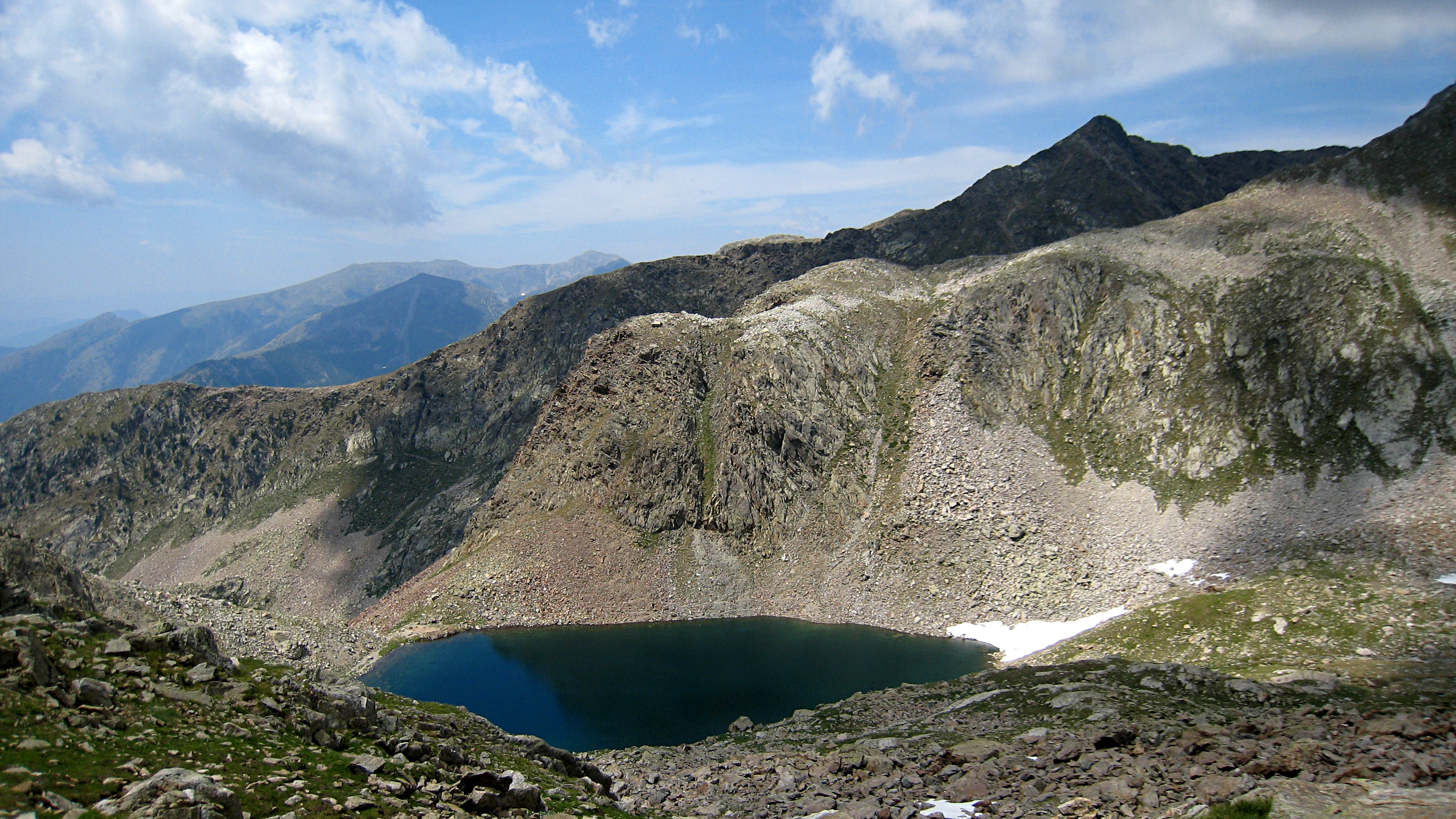
En av många sjöar i Mercantours nationalpark i Franska Alperna.
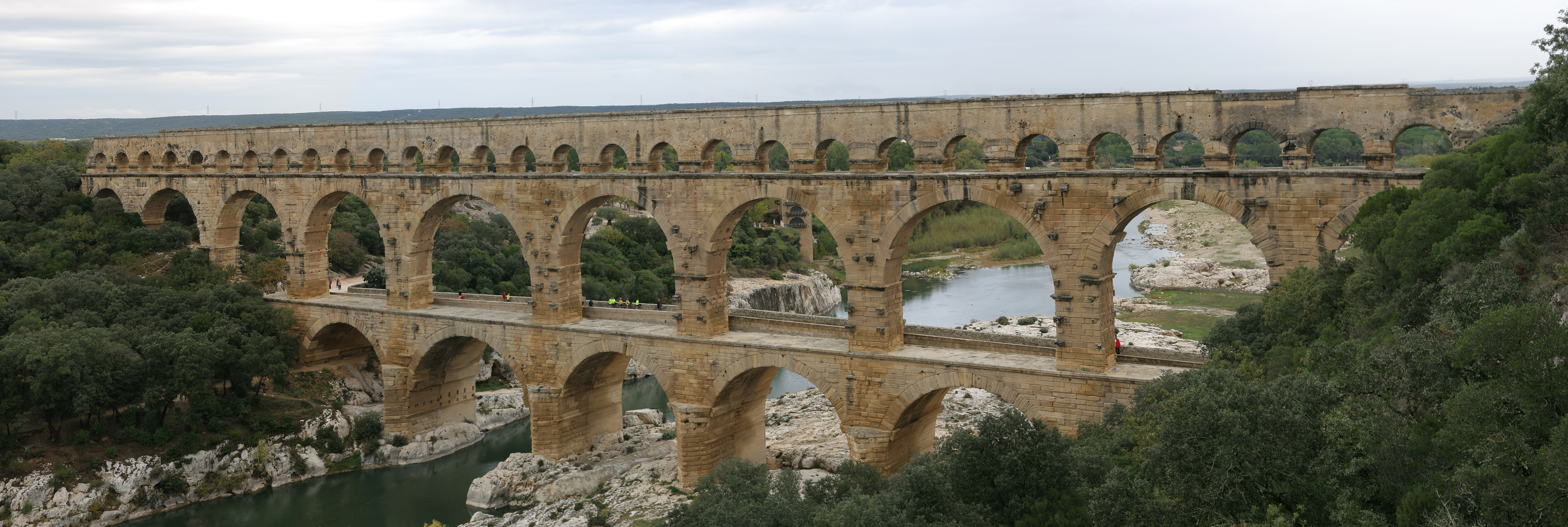
Pont du Gard, den romerska akvedukten över floden Gard.